# Гайнутдінова Луіза Анатоліївна
Гайнутдінова Луїза Анатоліївна (нар. 28 жовтня 1989) — українська самбістка, срібна призерка літньої Універсіади у Казані.

## Біографія

### Універсіада 2013
На літній Універсіаді, яка проходила з 6-о по 17-е липня у Казані, Луїза предсталяла Україну у самбо у ваговій категорії до 68 кг. та завоювала срібну нагороду. Українка провела чотири поєдинки, у трьох з яких тотально домінувала, поборовши почергово туркменку Султанову (8-0), монголку Болд (12-0) та італіку Арагоззіні (15-0). У фаналі зустрілась з росіянкою Мариною Мохнаткіною, якій поступилась з рахунком 0-4.. Бронзовими призерами у цій ваговій категорії стали італійка Джулія Арагоцціні та Ділдаш Куришбаева з Казахстану.

## Державні нагороди
- Орден княгині Ольги III ст. (25 липня 2013) — за досягнення високих спортивних результатів на XXVII Всесвітній літній Універсіаді в Казані, виявлені самовідданість та волю до перемоги, піднесення міжнародного авторитету України[3]